# Marie Mayer (Schauspielerin, 1991)
Marie Mayer (* 26. Juni 1991 in Füssen) ist eine deutsche Film- und Theaterschauspielerin. 

## Karriere
Marie Mayer wurde 1991 im ostallgäuer Füssen geboren. Erste Erfahrungen als Schauspielerin sammelte sie bereits in der Theater-AG an ihrer Schule. Nach dem Schulabschluss begann Marie Mayer zunächst eine Ausbildung zur Übersetzerin, die sie 2009 abschloss. Ihre Schauspielausbildung erhielt sie 2009 bis 2012 an der Schauspielschule Stuttgart. Ihr erstes Theaterengagement trat sie in Freiburg mit Friedrich Schillers Kabale und Liebe an. Seit der Spielzeit 2014/15 ist Marie Mayer festes Ensemblemitglied der Württembergischen Landesbühne Esslingen. 

Im Frühjahr 2015 war sie neben Bettina Lamprecht in der ZDF-Vorabendserie Bettys Diagnose unter der Regie von Matthias Kiefersauer und Tobias Stille zu sehen.

## Filmografie (Auswahl)
- 2014: Ein Abend Ewigkeit
- 2015: Bettys Diagnose
- 2016: Der Lichte Grund
- 2017: SOKO München
- 2019: SOKO Wismar